# Lê Văn Thân
Lê Văn Thân (1932-2005), nguyên là một tướng lĩnh gốc Pháo binh của Quân lực Việt Nam Cộng hòa, cấp bậc Chuẩn tướng. Ông xuất thân từ những khóa đầu tiên tại trường Võ bị Quốc gia sau khi chuyển từ Huế về Nam Cao nguyên Trung phần. Ông đã phục vụ ở ngành chuyên môn của mình một thời gian dài, sau ông được chuyển sang lĩnh vực Chỉ huy và Tham mưu và đã từng giữ chức vụ Chỉ huy một đơn vị Bộ binh cấp Sư đoàn. Sau cùng là Tư lệnh phó của một Quân đoàn.

## Tiểu sử & Binh nghiệp
Ông sinh ngày 15 tháng 5 năm 1932 trong một gia đình trung nông khá giả tại làng Quế Dương, Đan Phượng, Hà Đông, miền Bắc Việt Nam. Năm 1951, ông tốt nghiệp Trung học chương trình Pháp tại Hà Nội với văn bằng Tú tài bán phần (Part I).

### Quân đội Quốc gia Việt Nam Cộng hòa
Cuối tháng 4 năm 1952, thi hành lệnh động viên ông nhập ngũ vào Quân đội Quốc gia, mang số quân: 52/301.333. Theo học khóa 7 Ngô Quyền tại trường Võ bị Liên quân Đà Lạt, khai giảng ngày 1 tháng 5 năm 1952. Ngày 25 tháng 2 năm 1953 mãn khóa tốt nghiệp với cấp bậc Thiếu úy hiện dịch. Ra trường, ông được chọn vào ngành Pháo binh. Sau đó, ông tiếp tục theo học khóa căn bản Binh chủng tại Trung tâm Huấn luyện Pháo binh Phú Lợi, Bình Dương. Tháng 9 cùng năm, mãn khóa về làm Trung đội trưởng trong Pháo đội 2 thuộc Tiểu đoàn 3 Pháo binh, đồn trú tại Hưng Yên, Bắc Việt.
Hạ tuần tháng 7 năm 1954, sau Hiệp định Genève ông được thăng cấp Trung úy giữ chức vụ Pháo đội trưởng Pháo đội 2. Sau đó cùng đơn vị di chuyển vào Nam đồn trú tại Phú Yên.

### Quân đội Việt Nam Cộng hòa
Giữa năm 1956, sau hơn nửa năm phục vụ Quân đội Việt Nam Cộng hòa (cơ cấu mới được đổi tên từ Quân đội Quốc gia), ông được thăng cấp Đại úy và được cử làm Tiểu đoàn phó Tiểu đoàn 34 Pháo binh 155 ly tại Đà Nẵng. Tháng 10 năm 1958, ông được chuyển sang làm Tiểu đoàn trưởng Tiểu đoàn 1 Pháo binh, đồn trú tại Huế (Cuối năm 1960, Tiểu đoàn 1 Pháo binh trực thuộc Sư đoàn 1 Bộ binh). Đầu năm 1960, ông được thăng cấp Thiếu tá tại nhiệm.
Tháng 10 năm 1962, ông được cử làm Chỉ huy trưởng Pháo binh Sư đoàn 1 Bộ binh. Ngày 4 tháng 11 năm 1963, ông được thăng cấp Trung tá tại nhiệm. Cuối năm 1964, ông được cử đi du học lớp Chỉ huy Tham mưu cao cấp (khóa 1965/1, thụ huấn 16 tuần) tại trường Chỉ huy và Tham mưu Fort Leavenworth, thuộc Tiểu bang Kansas, Hoa Kỳ.
Thời gian giữ chức chỉ huy Pháo binh Sư đoàn 1 Bộ binh, ông đã trải qua các vị Tư lệnh Sư đoàn: Đại tá Nguyễn Văn Thiệu, Thiếu tướng Đỗ Cao Trí và Đại tá Trần Thanh Phong.
Đầu tháng 5 năm 1965 mãn khóa học về nước ông được về Bộ Tổng tham mưu giữ chức vụ Giám đốc Trung tâm Hành quân trải qua các vị Tổng tham mưu trưởng: Các Trung tướng Trần văn Minh, Nguyễn Hữu Có và Cao Văn Viên. Ngày Quốc khánh Đệ nhị Cộng hòa 1 tháng 11 năm 1967, ông được thăng cấp Đại tá tại nhiệm.
Tháng 3 năm 1968, ông được bổ nhiệm làm Tỉnh trưởng và Tiểu khu trưởng tỉnh Thừa Thiên kiêm Thị trưởng thị xã Huế thay thế Đại tá Phan Văn Khoa.
Cuối tháng 1 năm 1972, ông nhận lệnh bàn giao tỉnh Thừa Thiên và thị xã Huế lại cho Đại tá Nguyễn Hữu Duệ. Ngay sau đó, ông được bổ nhiệm làm Tư lệnh phó Sư đoàn 7 Bộ binh do Chuẩn tướng Nguyễn Khoa Nam làm Tư lệnh. Đầu tháng 5, trở lại Quân khu 1 ông được cử làm Phụ tá Hành quân cho Tư lệnh Quân đoàn I là Trung tướng Ngô Quang Tưởng, đồng thời kiêm Trưởng ban kế hoạch tái chiếm Quảng Trị. Ngày Quốc khánh 1 tháng 11 cùng năm, ông được thăng cấp Chuẩn tướng và được bổ nhiệm chức vụ Tư lệnh Sư đoàn 1 Bộ binh, thay thế Thiếu tướng Phạm Văn Phú.
Ngày Quốc khánh 1 tháng 11 năm 1973, ông nhận lệnh bàn giao Sư đoàn 1 Bộ binh lại cho Đại tá Nguyễn Văn Điềm (nguyên Tư lệnh phó Sư đoàn). Cùng ngày ông được chuyển về Quân khu 2 giữ chức vụ Chỉ huy phó trường Võ bị Quốc gia Việt Nam, thay thế Đại tá Phạm Tất Thông đi làm Tham mưu trưởng Tổng cục Quân huấn. Cuối năm 1974, ông được chuyển về Bộ tư lệnh Quân đoàn II giữ chức vụ Tư lệnh phó lãnh thổ Quân khu 2 do Thiếu tướng Phạm Văn Phú làm Tư lệnh.

## 1975
Sau ngày 30 tháng 4, ông ra trình diện Ủy ban Quân quản Thành phố Sài Gòn, bị bắt đi tù lưu đày cho tới ngày 5 tháng 5 năm 1992 mới được trả tự do.
Năm 1993, ông cùng gia đình xuất cảnh theo chương trình "Ra đi có trật tự" diện H.O, do Chính phủ Hoa Kỳ bảo lãnh, sau đó định cư tại Westminster, Tiểu bang California, Hoa Kỳ.
Ngày 26 tháng 9 năm 2005, ông từ trần tại nơi định cư. Hưởng thọ 73 tuổi.

## Gia đình
- Thân phụ: Cụ Lê Văn Kính
- Thân mẫu: Cụ Nguyễn Thị Vỹ
- Bào huynh: Lê Văn Tín, Lê Văn Thành, Lê Văn Thanh
- Bào tỷ: Lê Thị Bé, Lê Thị Năm
- Phu nhân: Bà Nguyễn Thị Bông

Ông bà có 10 người con (6 trai, 4 gái):
Lê Anh Dũng, Lê Anh Ngọc, Lê Lan Dung, Lê Anh Phụng, Lê Lan Hương, Lê Anh Phương Thảo, Lê Anh Nguyễn, Lê Anh Vũ Huy, Lê Anh Vũ Bằng, Lê Lan Anh